# Rhynchosia schlechteri
Rhynchosia schlechteri är en ärtväxtart som beskrevs av Baker f. Rhynchosia schlechteri ingår i släktet Rhynchosia och familjen ärtväxter. Inga underarter finns listade i Catalogue of Life.